# NoWayOut
Pour les articles homonymes, voir No Way Out.
No Way Out, également stylisé NoWayOut, est un groupe de punk rock espagnol, originaire de Cerdanyola del Vallès, en Catalogne.

## Biographie

### Débuts
En 1998, le groupe Legalizit se sépare et trois de ses membres (Xavi, Japo et Tole) décident de former NoWayOut après avoir incorporé un autre guitariste : Txosse. Au début de 1999, Tole quitte le groupe, et Jordi le rejoint à la batterie. En mars la même année, ils enregistrent leur première démo intitulée Having Fun at Last!, comprenant neuf chansons qui marqueraient la ligne prise par le groupe plus tard. Jordi, membre provisoire, quitte le groupe après l'arrivée de Oxi, du groupe Ubi Sunt, à la batterie. Avec son incorporation, le style hardcore mélodique se consolide dans le groupe. Dès lors, ils commencent à se produire dans plusieurs théâtres de Barcelone, apparaissant dans les fanzines, et commencent à se faire un nom sur la scène nationale, en jouant même à la télévision régionale catalane TV3. 
En juillet 2001, ils publient leur premier album, Long Way to Nowhere, qui incorpore des morceaux inédits et une révision des enregistrements précédents.
En septembre 2001, Xavi quitte le groupe, faisant place à Noel, qui rejoint Txosse à la voix et guitare. Après une tournée nationale en soutien à Long Way to Nowhere, avec d'autres groupes sur la scène internationale, comme Heideroosjes, 5 Days Off, et Satanic Surfers, ils enregistrent leur deuxième album, Waitin 'for Sunday, à la fin de 2002 (bien qu'il n'apparaisse sur le marché jusqu'en décembre 2003). 
En attendant la sortie de l'album, ils se produisent dans tout le pays avec le groupe américain Lagwagon. Ils jouent ensemble l'album notamment au Teen Foot Pole, et veulent en faire leur premier album publié hors des frontières espagnoles, en le présentant dans des pays comme la Belgique et la France. Ils contactent également un promoteur japonais qui leur propose de représenter l'album là-bas, et une maison de disques, également japonaise, s'intéresse à la publication de l'album au Japon.

### Bipolar
Warner Music Group s'intéresse au groupe et décident de le signer. Les membres s'enferment de nouveau dans l'atelier de Txosse composant un projet destiné à un public plus large. Pour ce faire, ils décident de publier un double album, en ajoutant une version en espagnol. Pour rendre le projet encore plus ambitieux, le groupe décide de contacter Joe Marlett, qui a travaillé avec des groupes tels que Blink-182, Relient K et Foo Fighters, pour mixer et produire le nouvel album. Enfin les arrangements audios sont faits à Los Angeles, aux studios The Mastering Lab.
En septembre 2005, Japo quitte le groupe en raison de désaccords personnels avec le reste des membres du groupe, et est remplacé par Fèlix, qui apporte une nouvelle voix. Japo revient rencontrer Xavi et forme le groupe Bottleduck. Le 25 octobre 2005 sort Bipolar, produit par Warner, et distribué par le label GMM Records à l'international. La tournée Bipolar commence, puis le groupe effectue en décembre 2005, une mini-tournée japonaise. La tournée se termine au début du mois de mars 2006 en Espagne, avec plus de 40 concerts derrière eux. Le 18 juillet 2007, Txosse annonce sur le site web du groupe sa retraite pour se consacrer entièrement à son travail de producteur. 

### Lo que dura dura
En 2007, Fèlix, Noel et Oxi se rendent à nouveau à San Diego, en Californie, avec Joe Marlett, et leur album Lo que dura dura est publié en 2008, porté par son premier single, The Same. Avec cet opus, ils sont connus du grand public.
En septembre 2008, Oxi quitte le groupe. Pour toute la série de concerts qu'ils jouent en septembre, ils trouvent un batteur provisoire, Ernest, du groupe Yawn. Dès lors, c'est Víctor Álvarez Carracedo qui prend en charge la batterie en concert, tandis que Periko et Albert Silva se relaient à la deuxième guitare. En novembre 2008, le clip de leur nouveau single, En mil pedazos, est publié le 2 février 2009 sur le site web du groupe. 
Au printemps 2009, le groupe effectue une tournée nationale avec le groupe de pop punk les Dikers. En avril 2009, à la fin de la tournée Tour con un par, avec les Dikers, le groupe trouve enfin un batteur stable, Sergi Monroy, ancien membre de Día-X, qui devient membre de NWO. SED, l'un des morceaux du nouvel album, devient la bande-son du film Twilight, chapitre II : Tentation, le 20 octobre 2009. 

### Tabula rasa
Pour l'écriture de la première chanson de l'album Tabula rasa, en mai 2009, le groupe se retrouve en trio. Il est  le cinquième album du groupe, qui est produit par Joe Marlett et Noel Campillo, et enregistré aux studios Kcleta (Sant Antoni de Vilamajor, Barcelone) pendant les mois de septembre et octobre 2010. Il est également mixé par Joe Marlett. Enfin, le mastering est réalisé par Tom Baker, aux studios Precision Mastering d'Hollywood. L'album est suivi par une longue tournée de trois mois, qui conduit le groupe à présenter Tabula rasa à travers le pays avec plus de 40 dates. 
En 2012, le groupe cesse ses activités. À la fin de 2015, NoWayOut se réunit pour donner un concert à Barcelone.

## Membres

### Derniers membres
- Noel Campillo - chant, guitare
- Fèlix Muñiz - chant, basse
- Sergi Monroy - batterie

### Anciens membres
- Oxi - batterie (1999-2008)
- Txosse - chant, guitare (1998-2007)
- Japo - basse (1998-2005)
- Xavi - chant, guitare (1998-2002)
- Tole - batterie (1998-1999)
- Jordi - batterie (1999)

## Discographie

### Albums studio
- 2001 : Long Way to Nowhere (Outline Records / All by Myself SELF Productions)
- 2003 : Waitin' for Sunday (Bottleduck Records)
- 2005 : Bipolar (Warner Music Group)
- 2008 : Lo que dura dura (Warner Music Group)
- 2011 : Tabula Rasa (PIAS Spain)

### EP
- 1999 : Having Fun... at Last!!!

### Singles
- 2005 :  No voy a salir
- 2006 : Efectos secundarios
- 2007 : ' Día normal
- 2008 : Lo Mismo
- 2009 : En mil pedazos
- 2011 : Ven a celebrarlo